# Han Gyong-si
Han Gyong-si   (Pyongyang, 18 de maig de 1954) és un aixecador de peses nord-coreà, ja retirat, que va competir durant la dècada de 1970.
El 1980 va prendre part en els Jocs Olímpics d'Estiu de Moscou, on va guanyar la medalla de bronze en la categoria del pes mosca del programa d'halterofília.
En el seu palmarès també destaca una medalla de bronze al Campionat del món d'halterofília de 1980 i una medalla d'or i dues de bronze als Jocs Asiàtics.